# Kamerunská lidová strana
Kamerunská lidová strana (anglicky Kamerun People's Party, KPP) byla politická strana v Britském Kamerunu.

## Historie
Kamerunská lidová strana byla založena po odtržení z Kamerunského národního kongresu (KNC), kdy frakce vedená Neriusem Mbilem, P. M. Kalem a Motomby-Walotou nesouhlasila s rozhodnutími předsedy KNC E. M. L. Endeleyem.
Během parlamentních voleb v roce 1957 získala KPP 20 % hlasů, které jí zajistily 13 křesel ve sněmovně. Během parlamentních voleb v roce 1959 spolupracovala KPP s KNC. Aliance pak s 37 % hlasů získala 12 z 26 křesel ve sněmovně. Z nich 4 mandáty připadly KPP. Tyto volby však vyhrála KNDP.
V roce 1960 se KNC a KPP spojily a vytvořily Kamerunskou lidovou národní úmluvu.